# Le Journal du Pays Basque
Le Journal du Pays Basque - Euskal Herriko Kazeta fou un diari del País Basc del Nord publicat entre el 2001 i el 2013, redactat en francès, i en euskara en menor mesura. Era imprès a Urruña i el distribuïa Baigura Communication SARL. La seva línia editorial era pròxima a plantejaments abertzales i d'esquerra.